# Tutu de feijão
El Tutu de feijão (denominado simplemente tutu) se trata de un plato típico de la cocina brasileña elaborado con frijoles (feijão) cocidos mezclados con harina de mandioca (farinha de mandioca torrada) o de mijo y ajo. Se trata de un plato sencillo y muy humilde, posee una consistencia de puré debido a que los frijoles se machacan y se mezclan con la harina de mandioca. 